# M1902 76mm野砲

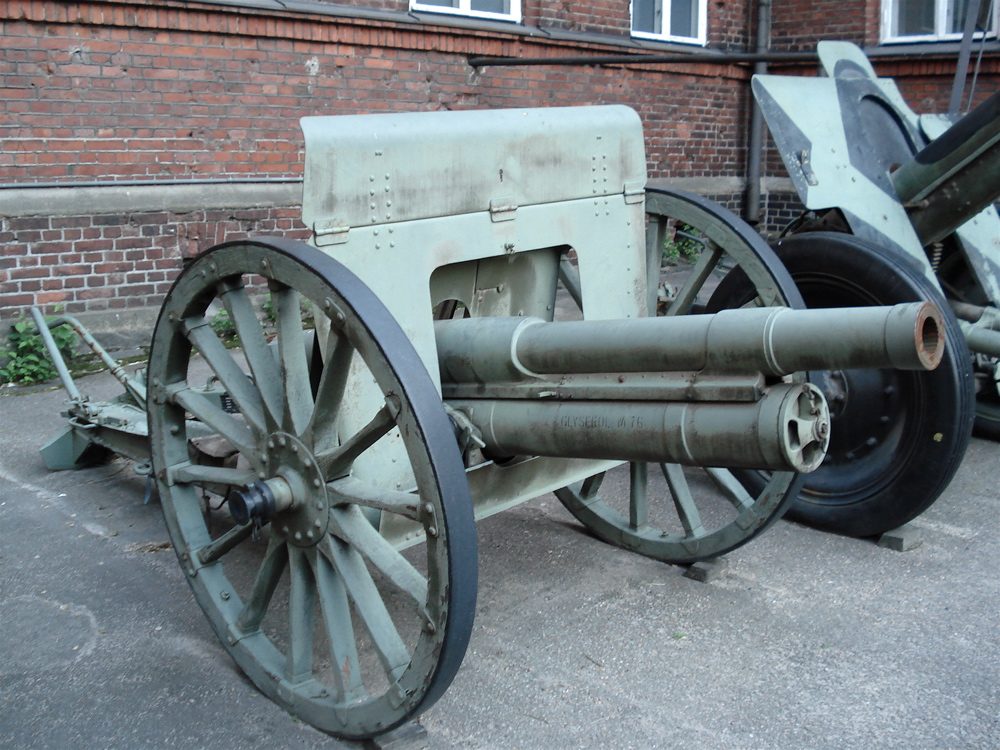
M1902 76mm師団砲

M1902 76mm師団砲（ロシア語：76-мм дивизионная пушка образца 1902 года）とは、1902年にロシア帝国が採用した野砲である。

## 開発
この砲は、1902年にサンクトペテルブルク工廠で開発された。この砲はロシア帝国が採用した火砲としては初めて駐退復座機を装備した火砲である。製造コストを低下させるために素材には可能な限り安価な炭素鋼を使用し、高価な希少金属であるニッケルやマンガン、クロムなどを加えた合金鋼の使用を必要最小限にとどめている。
ロシア革命で体制が変わってからも運用と生産は続行され、1931年には改良型のM1902/30が開発された。

## 概要
M1902は、砲弾に榴弾と榴散弾、キャニスター弾が用意されたほか、後には煙幕弾と焼夷弾、毒ガス弾も開発された。
M1902野砲は日露戦争や第一次世界大戦、ロシア内戦、ポーランド・ソビエト戦争にてロシア帝国軍やその後継組織である赤軍・白軍の双方が運用した。さらに、フィンランドやポーランドなどロシア帝国から独立した国々もロシア帝国から一部を接収しており、ポーランド・ソビエト戦争やフィンランド内戦などで使用された。
M1902は対戦車戦闘にも使用され、白軍やポーランド軍が使用したフランス製ルノー FT-17 軽戦車やイギリス製マーク A ホイペット中戦車などに対して唯一対抗可能な火砲であった。

## 派生型
M1902/30 76mm野砲
ソビエト連邦が開発した改良型。砲脚に穴をあけて仰角を増大させ砲身を延長することで、射程を大きく伸ばしたほか対戦車戦闘能力も向上している。独ソ戦序盤まで運用された。
wz. 02/26野砲
ポーランド製の独自改良型。ポーランド･ソビエト戦争時にフランスから供与されたM1897 75mm野砲と同じ砲弾を使用するように改良され、1939年のナチス・ドイツとソ連のポーランド侵攻時に使用された。

## スペック
- 口径：76.2mm
- 全長：m（牽引時）
- 全幅：m
- 重量：1,350kg（射撃時）/2,380kg（牽引時）
- 砲身長：2,286mm（30口径）
- 仰俯角：-3°~+17°
- 左右旋回角：5°
- 運用要員：名
- 発射速度：10~12発/分（最大）
- 射程：8,500m
- 生産期間：1903年~1931年
- 生産総数：門